# جنوب‌مرغان
جنوب مرغان یا دشترمرغان، نام کلادی از پرندگان است که هوشاهین‌ریختان و کاکل‌پیشانی‌سانان و کلاد منقرض‌شده دهشت‌مرغان را دربر می‌گیرد.